# 腾冲木蓝
腾冲木蓝（学名：Indigofera tengyuehensis）为豆科木蓝属下的一个种。

## 扩展阅读
- 維基物種上的相關：腾冲木蓝